# Oberstes Bundesgericht
Das Oberste Bundesgericht war in Deutschland das nach der ursprünglichen Fassung des Artikel 95 des Grundgesetzes vorgesehene rechtswegübergreifende Bundesgericht. Das Gericht sollte zur Wahrung der Einheit des Bundesrechts eingesetzt werden und Fälle entscheiden, deren Einheitlichkeit der Rechtsprechung der fünf oberen Bundesgerichte von grundsätzlicher Bedeutung war.
Dieses Gericht ist nie errichtet worden. Schon im Jahr 1959 berichtete Der Spiegel, dass die geringe Zahl tatsächlich aufgetretener Divergenzen, die nicht durch die Verfassungsgerichtsbarkeit zu klären wären, ein solches Gericht nach Meinung des Bundesjustizministeriums nicht erforderlich erscheinen ließen. 1968 erhielt Artikel 95 dann die bis heute geltende Fassung. Die für das oberste Bundesgericht vorgesehene Funktion übt der Gemeinsame Senat der obersten Gerichtshöfe des Bundes aus, dem die Präsidenten des Bundesgerichtshofs, des Bundesverwaltungsgerichts, des Bundesarbeitsgerichts, des Bundessozialgerichts und des Bundesfinanzhofs angehören und welcher tätig wird, wenn ein und dieselbe Rechtsfrage Gegenstand der Entscheidungen mehrerer oberster Gerichtshöfe ist und von ihnen unterschiedlich beurteilt wird. Als oberster Gerichtshof des Bundes wird nunmehr jedes der fünf für den jeweiligen Rechtsweg höchsten Gerichte nach Artikel 95 bezeichnet.